# دی. دبلیو. گریفیث
دیوید لولین وارک «دی دبلیو» گریفیث (به انگلیسی: David Llewelyn Wark "D. W." Griffith) (زاده ۲۲ ژانویه ۱۸۷۵ – درگذشته ۲۳ ژوئیه ۱۹۴۸) از پیشتازان و مهم‌ترین کارگردانان سینمای اهل آمریکا بود. او نه تنها در زمان خود شاهکارهای سینمایی خلق کرده، بلکه خودش تکمیل‌کننده هنر مستقل سینما بود.

## ابتدای زندگی

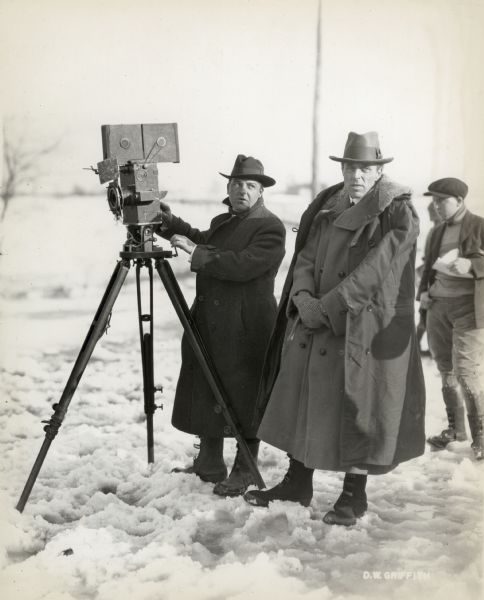
فیلمبردار جی.دبلیو."بیلی" بیتزر و کارگردان دی.دبلیو.گریفیث در لوکیشنی در برف درحال فیلم برداری فیلم امریکایی "به سوی شرق".

گریفیث تبارش به ولز بازمی‌گشت. او به وسیلهٔ خواهر بزرگترش، متی، آموزش یافت. وقتی ۷ ساله بود پدرش درگذشت، و در آن زمان خانواده‌اش به مشکلات مالی جدی برخوردند. وقتی ۱۴ ساله بود مادرش خانواده را از روستا به لوئی ویل برد و در آنجا یک مهمانخانه باز کرد ولی این کار سریعاً با شکست روبرو شد. گریفیث دبیرستان را برای کمک مالی به خانواده ترک کرد. ابتدا در مغازه خشکبار فروشی یک کار گرفت و بعداً در یک کتابفروشی مشغول به کار شد.
گریفیث به عنوان یک نویسنده مشتاق و امیدوار کارش را آغاز کرد اما با موفقیت کمی روبرو شد، تنها یکی از کارهایش توسط اجراکنندگان پذیرفته شد. به همین جهت گریفیث تصمیم گرفت تا یک بازیگر شود و در بسیاری از بازی‌ها به عنوان سیاهی لشکر بازی کرد.

## دوره فیلم
در ۱۹۰۷، گریفیث هنوز مشتاق به این بود که نویسنده مشهوری شود، او به نیویورک رفت و کوشید که کارهایش را به ادوین پورتر تهیه‌کننده توماس ادیسون بفروشد. پورتر نوشته‌های گریفیث را نپذیرفت ولی به او نقشی برای بازی در نجات‌یافته از آشیانه عقاب داد که راه را برای حضور گریفیث در سینما باز کرد. او به زودی شروع به تولید حجم عظیمی از فیلم‌ها کرد. در ۱۹۰۸، گریفیث قبول کرد تا برای کمپانی بیوگراف در نیویورک بازی کند. در بیوگراف، زندگی حرفه‌ای گریفیث برای همیشه تغییر کرد. در ۱۹۰۸، «والیس مک کاچئون» که کارگردان اصلی شرکت مریض شد و فرزندش والیس مک کاچئون جی آر جای او را گرفت اما توانایی لازم برای بازآوردن موفقیت برای شرکت را نداشت و همین باعث شد تا مدیر کمپانی بیوگراف، هنری ماروین، این مقام را به گریفیث بدهد. با این اتفاق گریفیث اولین فیلم خود یعنی ماجراهای دالی را ساخت.
بیوگراف اولین شرکتی بود که فیلمی در هالیوود ساخت، فیلم در کالیفرنیای قدیم تحت تأثیر فیلم ایتالیایی کابیریا محصول سال ۱۹۱۴ قرار گرفت. او فیلم جودیت بتولیا را تهیه و کارگردانی کرد، یکی از فیلم‌های بارز دوران ابتدای کار او که در آمریکا ساخته شد.
او بر سر یکسری مشکلات و از آن جهت که بودجه مالی اش برای تولید فیلم ته کشیده بود (حدود ۳۰٬۰۰۰ دلار برای تولید فیلم نیاز بود) از شرکت بیوگراف جدا شد و به شرکت موچوال پیوست و یک استودیو ترتیب داد. تولیدات جدیدش کارهای مستقلی از آب درآمدند.
از نظر تاریخی، فیلم تولد یک ملت یک فیلم بود که از نظر کسانی که در تاریخ سینما فعالیت می‌کنند، این فیلم به عنوان اولین فیلم بلند آمریکایی است (اکثر فیلم‌ها تا قبل از آن کمتر از یکساعت بودند) و به‌طور قابل بحثی استانداردهای صنعت فیلمسازی را به آنچه امروز می‌بینیم تغییر داد. از طرفی این فیلم از نظر تاریخ شناسان آمریکا، باعث بالاگرفتن ناراحتی رنگین پوستان از این فیلم شد.
به هر حال بعد از نمایش تولد یک ملت تماشاگران شهرهای شمالی با برپایی شورش‌هایی ضد محتوای نژادی فیلم واکنش نشان دادند. بعد از اینکه دوره نمایش این فیلم در سالن‌های نمایش به پایان رسید، گریفیث به این واکنش منفی با فیلم تعصب پاسخ داد. این فیلم به بررسی تعصب در چهار دوره تاریخی می‌پردازد: سقوط بابل، مصلوب ساختن عیسی مسیح، قتل‌عام پروتستان فرانسه، و یک داستان امروزی. اکران فیلم تعصب موفقیت مالی نداشت که باعث شکست او در شرکتش شد. شرکا در سال ۱۹۱۷ شرکت را منحل کرده و گریفیث به آرت کرفت رفت و بعد هم به فرست نشنال رفت. در همان زمان او یکسری بازیگر آمریکایی را در یونایتد آرتیستس گرد هم آورد که عبارت بودند از چارلی چاپلین، مری پیکفورد و داگلاس فیربنکس. گریفیث در یونایتد آرتیستس دوباره به فیلمسازی مشغول شد اما هرگز موفقیت‌هایی که در دو فیلم تعصب و تولد یک ملت کسب کرده بود را به دست نیاورد.
دیوید وارک گریفیث نخستین کارگردانی است که در فروشِ فیلم شریک شد. او برای فیلم تولد یک ملت، هفته‌ای سیصد دلار دستمزد به‌علاوهٔ ۳۷/۵ درصد از سود حاصل از فروش را، دریافت کرد.

## کارهای پایانی
هرچند یونایتد آرتیستس به عنوان یک کمپانی زنده ماند، ولی گریفیث همکاری‌اش با آن‌ها کوتاه مدت بود. گریفیث در این زمان شکوفه‌های پرپر، یتیم‌های طوفان، خیابان آرزو، یک شب مهیج و آمریکا را ساخت. از این اسامی تنها سه فیلم اول موفق ظاهر شدند.

## مهمترین کارهای او
- تجزیه فیلم به نما
- تغییر فاصله دید و زاویه دید
- تغییر مرکز توجه در طول یک نما به وسیله حرکت دوربین
- بزرگنمایی، جداسازی و تأکید بر مرکز توجه از راه نمای بسته
- مونتاژ
- نمایش دو یا چند واقعه به صورت موازی
- تقطیع مسیر مداوم واقعیت، فلاش بک و  فلش فوروارد